# Малі Тувани (Аліковський район)
Малі Тува́ни (рос. Малые Туваны, чув. Кĕçĕн Тăван) — присілок у складі Аліковського району Чувашії, Росія. Входить до складу Таутовського сільського поселення.
Населення — 605 осіб (2010; 735 у 2002).
Національний склад:
- чуваші — 99 %